# Togo
Togo er en republik i Vestafrika. Landet har grænser til Ghana mod vest, til Benin mod øst og til Burkina Faso mod nord. Togos hovedstad, Lomé, ligger på kysten ved Guinea-bugten i den sydlige del af landet.

## Historie
Portugiserne ankom til Togo i slutningen af det 15. århundrede. Togo var et af de benyttede afrikanske handelssteder for den europæiske slavehandel. Togo var en tysk koloni fra 1884 frem til 1918, da det tyske Togoland af Folkeforbundet blev delt mellem Storbritannien og Frankrig. Det nuværende Togo blev efterfølgende fransk mandatområde/koloni og fik sin selvstændighed i 1960. Den resterende del af det tyske Togoland blev en del af Ghana.
Årene som selvstændig nation har været præget af militærstyre og på det seneste har der været stigende internationalt pres på Togo for at indføre demokrati.

## Geografi
Togo er et langt og smalt land, som er ca. 600 km langt og mellem 50 og 150 km bredt. Den nordlige del af landet er karakteriseret ved savanne, den midterste del af landet er bakket, mens den sydlige del af landet er et plateau, som ved kysten præges af sletter, laguner og marskområder.

### Landegrænser
- 126 km med Burkina Faso
- 644 km med Benin
- 877 km med Ghana

### Større byer
- Agbodrafo
- Aného
- Atakpamé
- Badou
- Bafilo
- Bassar
- Dapaong
- Kara
- Kpalimé
- Lomé
- Niamtougou
- Sokodé
- Togoville
- Tsévié

### Administrativ inddeling
Togo er opdelt i fem regioner, fra nord til syd: Savanes, Kara, Centrale, Plateaux og Maritime.

## Økonomi
Togo importerer maskiner, udstyr, olieprodukter og fødevarer. Vigtigste importpartnere er Frankrig (21,1%), Holland (12,1%), Côte d'Ivoire (5,9%), Tyskland (4,6%), Italien (4,4%), Sydafrika (4,3%) og Kina (4,1% ).
Landets økonomi er jordbrugsbaseret, og mindre udviklet. Mindst 65 % af befolkningen lever af landbrug. Kakao, kaffe og bomuld genererer 30 % af eksportindtjeningen. De største eksportpartnere er Burkina Faso (16,6%), Kina (15,4%), Holland (13%), Benin (9,6%) og Mali (7,4%). I industrisektoren er fosfatudvinding den største aktivitet, selv om den har været udsat for faldende verdensmarkedspriser og udenlandsk konkurrence.
Det frugtbare land optager 11,3% af landet, hvoraf det meste er udviklet. Nogle afgrøder er Kassava, jasminris, majs og hirse. Nogle andre sektorer er bryggerier og tekstilindustrien.
Lave markedspriser for Togos vigtigste eksportvarer kombineret med den ustabile politiske situation i 1990'erne og 2000'erne havde en negativ effekt på økonomien. 

## Befolkning

### Sprog
Fransk er det officielle sprog.
Men ved siden af Fransk tales der især Ewe eller Mina. Fransk anvendes også som administrativt sprog.
Ifølge Ethnologue tales der 39 forskellige sprog i landet, nogle af dem af samfund, der tæller færre end 100.000 indbyggere.

### Levealder
Forventet levealder var i 2016 62.3 år for mænd og 67.7 år for kvinder. 

### Uddannelse
I Togo er uddannelse obligatorisk seks år.
I 1996 var den primære bruttotilmeldingsprocent 119,6%, og den primære nettotilmeldingsrate var 81,3%. I 2011 var nettotilmeldingsprocenten 94%.
Uddannelsessystemet har "lidt under lærermangel, lavere uddannelseskvalitet i landdistrikterne og høje gentagelses- og frafaldsprocenter.

## Religion
47.8% kristne. 33.0% traditionelle trosretninger.
18.4% Islam. 0.5% Baháʼí tro.
0.3% andre / ingen. 